# Tom Evans
Thomas Evans Jr (5 de junio de 1947 – 19 de noviembre de 1983) fue un músico y compositor británico, integrante del grupo Badfinger y compositor, entre otros, del tema "Without You".

## Biografía

### Inicios
Evans nació en Liverpool en 1947, allí formó la banda The Calderstones, con los que tocó hasta que en julio de 1967, los miembros de The Iveys (Pete Ham, Ron Griffiths, Mike Gibbins) los vieron actuar y le ofrecieron a Evans la posibilidad de audicionar en Londres para ellos, con el fin de unirse a la banda como sustituto del guitarrista Dave Jenkins, que había abandonado la formación unos meses antes. Evans debutó con The Iveys el 20 de agosto de 1967 en un concierto celebrado en el Starlite Ballroom de Crawley.
El 23 de julio de 1968, The Iveys firmaron un contrato discográfico con el sello de The Beatles, Apple Records. El primer sencillo que la banda publicó fue Maybe Tomorrow, una composición de Tom Evans dedicada a su novia Leslie Sandton. El 15 de noviembre de 1968, "Maybe Tomorrow" fue publicado en el Reino Unido y el 27 de enero de 1969 en Estados Unidos, alcanzando el número 67 en la lista Billboard. En Europa y Japón tuvo también una gran acogida. En julio de 1969 se publicó en Japón, Italia y Alemania el álbum Maybe Tomorrow, en el que se incluyeron otras composiciones de Evans, como "Beautiful and Blue", "Fisherman" y "Angelique".

### Badfinger
En noviembre de 1969, The Iveys cambiaron su nombre a Badfinger. Paul McCartney dio impulso al grupo ofreciéndoles el tema "Come and Get It", que él mismo produjo para la banda. La canción fue incluida en la película The Magic Christian, protagonizada por Ringo Starr y Peter Sellers. Evans fue elegido por McCartney como vocalista principal en este tema, que alcanzó el Top 10 mundial. Para la cara B del sencillo se utilizó el tema compuesto por Evans, Pete Ham y Mike Gibbins, "Rock of All Ages" con Tom Evans como principal vocalista. Paul McCartney que también produjo este tema, participó realizando coros en la grabación.
Tras la marcha del bajista Ron Griffiths, la banda se reestructuró, entró el guitarrista Joey Molland, y Evans, que hasta ese momento había tocado la guitarra pasó a ocuparse del bajo quedando de esta manera establecida la formación más conocida de Badfinger Ham, Evans, Gibbins y Molland.
Badfinger tuvieron un enorme éxito a comienzos de los años 70 con temas como "No Matter What," "Day After Day" y "Baby Blue". Sin embargo el mayor éxito de su carrera lo consiguió con "Without You," una canción coescrita con Pete Ham y que el cantante norteamericano Harry Nilsson llevaría al número 1 de las listas de éxitos.
Badfinger se separaron tras el suicidio de Pete Ham en 1975. Evans fundó entonces el grupo the Dodgers junto a su compañero en Badfinger, Bob Jackson. The Dodgers publicaron tres sencillos producidos por Muff Winwood y un álbum producido por Pat Moran, aunque Evans abandonó la formación a mitad de las sesiones de grabación para retirarse durante un tiempo de la industria musical.
Evans regresó en 1977 junto a Joey Molland para grabar dos nuevos álbumes bajo el nombre de Badfinger. El primer sencillo que se extrajo del álbum Airwaves, fue una composición de Evans, "Lost Inside Your Love", que se publicó en marzo de 1979 pero que no llegó a entrar en las listas de éxitos. Del segundo álbum, Say No More se extrajo el tema compuesto por Evans y Tansin, "Hold On," que alcanzó el número 56 de la lista Billboard en 1981. Evans y Molland se separaron después de que este segundo álbum fuera lanzado, y ambos fundaron sus propias bandas con el nombre de "Badfinger" en los Estados Unidos.

### Muerte
En 1983, tras una amarga discusión con el guitarrista Joey Molland sobre los derechos de autor del tema "Without You", Evans se ahorcó en el jardín. Quienes le conocían aseguraron que nunca llegó a superar el suicidio de su compañero Pete Ham.
En 1993, una recopilación de grabaciones realizadas a comienzos de los años 80 por Evans fue póstumamente publicada en el Reino Unido por Gipsy Records bajo el título de Over You (The Final Tracks).

## Discografía
- Maybe Tomorrow (1969 como "The Iveys", Apple Records)
- Magic Christian Music (1970, Apple Records)
- No Dice (1970, Apple Records)
- Straight Up (1971, Apple Records)
- Ass (1973, Apple Records)
- Badfinger (1974, Warner Brothers Records)
- Wish You Were Here (1974, Warner Brothers Records)
- Airwaves (1979, Elektra Records)
- Say No More (1981, Radio Records)
- Over You: The Final Tracks (1993 as "Tom Evans with Rod Roach", Gipsy Records)
- Head First (2000, Snapper Music)
- 94 Baker Street (5 tracks by the Iveys) (2003, RPM Records)
- An Apple A Day (4 tracks by the Iveys) (2006, RPM Records)
- Treacle Toffee World (2 tracks by the Iveys) (2008, RPM Records)

Como artista invitado participó en:
- The Concert for Bangladesh (álbum)
- All Things Must Pass de George Harrison (álbum)
- "It Don't Come Easy" de Ringo Starr (sencillo)
- Imagine de John Lennon (álbum)